# Динко Грухоњић
Динко Грухоњић (Бања Лука, 15. септембар 1970) јесте српски новинар и универзитетски професор. Предаје на Универзитету у Новом Саду, где сада има звање ванредног професора. Главни и одговорни је уредник Војвођанског истраживачко-аналитичког центра (VOICE), програмски директор и бивши председник Независног друштва новинара Војводине (2006—2014) као и шеф дописништва Новинске агенције Бета за Војводину. Добитник је неколико струковних награда.
Поједини критичари сматрају да Грухоњић износи сепаратистичке и екстремистичке ставове и крши новинарски кодекс, док сам Грухоњић тврди да је борац против национализма. Од 2025. године налази се на ПЕН-овој листи најугроженијих новинара и писаца на свету заједно са Марком Видојковићем, који су једини држављани Србије на тој листи.

## Биографија
Основну и средњу школу завршио је у родном граду, а потом и Филозофски факултет Универзитета у Новом Саду 1995. године. Магистрирао је на Филозофском факултету у Новом Саду 2010. године, а докторат је одбранио 2016. на Факултету политичких наука Универзитета у Београду. Професор Слободан Антонић је анализирао Грухоњићев докторат и он сматра да је његова дисертација научно безвредна.
На Одсеку за медијске студије Филозофског факултета ради од 2005. године, прво као стручни сарадник, па наставник вештина и потом доцент.
Грухоњић се почео бавити новинарством након дипломирања. Новинарску каријеру је започео као дописник часописа Нови прелом из Бање Луке 1996. године. Такође је 1997. био члан прве редакције новосадског Радија 021, коју је напустио с готово целом редакцијом због покушаја цензуре. Био је један од оснивача продукције УрбаНС 1997. године, а те године је почео радити и за Војвођански грађански лист Независни (1997—1999), који је напустио с места одговорног уредника. Године 1997. започео је каријеру у Новинској агенцији Бета, за коју ради и данас, као шеф дописништва за Војводину. Након НАТО бомбардовања СРЈ 1999. године постао је дописник Радија Слободна Европа и агенције Ројтерс. С Радија Слободна Европа прелази на Дојче веле 2000. године, с којим и даље сарађује. Између осталих, сарађивао је са АФП-ом, Институтом за извештавање о рату и миру (IWPR), РТВ Панчево, РТЦГ, као и са недељницима Репортер и НИН те истраживачким порталом БИРН. Био је продуцент документарних филмова о послератном помирењу и транзиционој правди.
Од 2004. изабран је за председника Независног друштва новинара Војводине (НДНВ). У првом мандату, до 2008. године, с колегом Недимом Сејдиновићем и групом млађих чланова ревитализовао је то најстарије независно новинарско удружење на југословенском простору. Грухоњић је био председник НДНВ-а у још два мандата, до 2016. године. Након тога постао је програмски уредник овог удружења, а потом и програмски директор. Главни је уредник Војвођанског истраживачко-аналитичког центра (VOICE) од 2014. године. Грухоњић је такође заменик главне уреднице информативног Портала грађанске Војводине Аутономија. Један је од оснивача коалиције невладиних организација Грађанска Војводина 2006. године. Те године је ова коалиција била један од организатора антиреферендумске кампање против усвајања новог Устава Србије.
Члан је регионалне коалиције невладиних организација и појединаца Игманска иницијатива од 2005. године, као и регионалне коалиције РЕKОМ од 2007. године, чији је јавни заговарач од 2012. године. Учествовао је и организовао антифашистичке и грађанске протесте у Новом Саду. Један је од покретача идеје да популарни пролаз у центру Новог Сада добије име по Срђану Алексићу.
Грухоњић је учесник, организатор и модератор бројних трибина, округлих столова, панел-дискусија о медијским политикама те грађанском и антифашистичком активизму. Неколико пута је био председник и члан комисија при Министарству културе и информисања Републике Србије и при Покрајинском секретаријату за информације Аутономне покрајине Војводине.
Добитник је више новинарских признања, као што су Награда за новинарску етику и храброст „Душан Богавац”, коју додељује Независно удружење новинара Србије (НУНС) и Новинар године агенције Бета. Добитник је и признања из области грађанског активизма, попут признања Коалиције против дискриминације, као и признање Амбасадор толеранције, за промовисање толеранције, под покровитељством Скупштине и Извршног већа Аутономне покрајине Војводине.
Крајем 2024. године добио је Вајмарску награду за људска права и борбу за слободу медија.

## Ставови и критике
Због својих ставова више пута је био изложен вербалним нападима и претњама смрћу. Зграда у којој станује била је вандализована графитима.
Српски социолог и професор универзитета Слободан Антонић сматра да Грухоњић износи екстремистичке ставове и да заговара „одвајање Војводине од Србије”. Он наводи да је Грухоњићева организација од 2012. до 2014. године добила 242.000 долара, између осталог и од фондације из САД (НЕД).
Грухоњић у једној објави наводи: „Да се не заваравамо: већинска Србија је масовно прочетничка, пронедићевска, а богами и прољотићевска”. Професор Слободан Антонић окарактерисао је његову изјаву као клевету и лупетање.
О својим идеолошким противницима изјавио је: „Не вриједи се тим будалама на задатку правдати па препуштам њима да ме сврстају, пошто су свакако квалификовани за излијевање српства у мозак”.
У тексту Србија и Бајден - доследно против разума и цивилизације он износи став да је Србија „једна од оних шљива-држава, чија је, неодољив је утисак, већина становништва потуљено као укакани голубови, дочекала пораз своје узданице, свога узора, махнитог, поквареног, похлепног, популистичког, расистичког, профашистичког и уопште, у сваком хуманом и естетском смислу — одвратног Доналда Трампа”. У том тексту наводи: „Задах клеронационализма и шовинизма се из Београда поново покушава проширити Балканом. Једна познаница је то формулисала овако – Тај смрад мора престати”. Писац Маринко М. Вучинић коментаришући Грухоњићев текст наводи да је „суштинско питање да ли за све људе који учествују у јавном и медијском животу заиста важе иста правила поштовања новинарског кодекса и аргументованог изношења ставова”.
Говорећи о Србији 2008. изјавио је новинарки Сандеј Трибуна Џастин Мекарти да је „тешко поверовати да може постојати таква концентрација зла на тако малом простору”. О друштву Србије је коментарисао: Напољу само нацизам и беда. Никад се нисам вратио расположен из шетње. Само пун беса и мржње. Тужни драп сиви људи се вуку и чекају да умру а са зидова смрде четници и остали фашисти” – није ни чудо да пожелите да потегнете атомску бомбу.
Екипа Војса објавила је чланак Нови Сад - националшовинистичка паланка која слави геноцид?
Митрополита Амфилохија у својој колумни означио је као злог брадатог врача. Он сматра да осмовековна Српска православна црква распирује мржњу, промоцију некрофилије и хајку против маргинализованих мањинских група. Био је део групе јавних делатника који су захтевали да се претходно заказано устоличење митрополита Српске православне цркве Јоаникија откаже и обави на неком другом месту, објашњавајући свој захтев тврдњом да је мир у Црној Гори драматично угрожен.
Он сматра да је Република Српска „ништа друго до некаква постмодерна НДХ јер је из исте врсте коријена зла изникла”. Републику Српску етикетира као геноцидну творевину и предвиђа јој лош завршетак. На његове изјаве дате за Н1 оштро је реаговало Републичка организација породица заробљених, погинулих бораца и несталих цивила.

### Коментари о имену
На Фестивалу „Робеда” у Дубровнику, Грухоњић је изјавио да нема потребе да му се измишљају лажна имена, када има „лепо име за измишљање, као Динко Шакић.” Грухоњић је на фестивалу коментарисао оспоравање његовог порекла додавањем имена Сабахудин, које није његово. Поводом тога, он је рекао иронично рекао да не морају да му додају и смишљају пејоративна имена када већ има једно лепо име које дели с Динком Шакићем, командантом логора Јасеновац.
Годину дана после тог коментара, неколико таблоида објавило је исечак са поменутог гостовања. После објаве таблоида, његов коментар је изазвао бурне реакције јавности. Тада је против Грухоњића поднета кривична пријава, студентски парламент факултета не којем предаје је осудио његове коментаре као говор мржње. Њему је потом прећено, што су осудила одређена новинарска удружења. Портал Раскрикавање оценио је хајку на њега као спин и манипулисање чињеницама. Део студената и предавача Филозофског факултета одржао је протест подршке Грухоњићу 27. марта, док су 28. марта студенти предвођени студентом проректором и председником студентског парламента ФФ блокирали рад факултета и затражили отказ Грухоњићу због ширења мржње. Ректор Универзитета у Новом Саду Дејан Мадић осудио је Грухоњићеве коментаре као недопустиви говор мржње и бројање хромозома и крвних зрнаца колега.

## Приватни живот
Ожењен је Александром Ђурђев Грухоњић, са којом има кћи Дуњу и сина Давида, студента на Свеучилишту у Загребу.

## Дела
- Дискурс агенцијског новинарства (2011)[34]
- Ничим изазвана збирка: новински есеји (2012)[35]
- Хибридни новинарски жанрови (2021)[36]